# Jean Kaltack
Jean Kaltack (ur. 19 sierpnia 1994) – vanuacki piłkarz grający na pozycji napastnika.

## Kariera klubowa
Karierę piłkarską Kaltack rozpoczął klubie Teomuma Academy. W jego barwach zadebiutował w pierwszej lidze Vanuatu w 2010. Od 2011 jest zawodnikiem Erakor Golden Star.

## Kariera reprezentacyjna
W reprezentacji Vanuatu Kaltack zadebiutował w 2011. W 2012 uczestniczył w Pucharze Narodów Oceanii, który był jednocześnie częścią eliminacji Mistrzostw Świata 2014.
5 lipca 2015 w reprezentacji U-23 podczas meczu przeciwko Mikronezji podczas turnieju Igrzysk Południowego Pacyfiku pobił rekord świata strzelając 16 bramek w jednym meczu. Poprzedni rekord należał do Archie Thompsona, który strzelił 13 bramek podczas meczu Australia – Samoa Amerykańskie (31:0).